# Représentations diplomatiques en Bosnie-Herzégovine
Les représentations diplomatiques en Bosnie-Herzégovine sont actuellement au nombre de 44. Il existe de nombreuses délégations et bureaux de représentations des organisations internationales et d'entités infranationales dans la capitale Sarajevo.

## Ambassades à Sarajevo
| - Autriche - Azerbaïdjan - Brésil - Bulgarie - Chine - Croatie - Tchéquie - Égypte - France - Allemagne - Grèce - Vatican - Hongrie - Indonésie - Iran - Italie - Japon - Koweït - Libye - Malaisie - Monténégro | - Pays-Bas - Macédoine du Nord - Norvège - Pakistan - Palestine - Pologne - Qatar - Roumanie - Russie - Saint-Marin - Arabie saoudite - Serbie - Slovaquie - Slovénie - Espagne - Suède - Suisse - Turquie - Royaume-Uni - États-Unis |

## Missions diplomatiques
- Belgique
- Ordre souverain militaire et hospitalier de Saint-Jean de Jérusalem, de Rhodes et de Malte
- Ukraine